# Канканда
Канканда́ (баш. Ҡанҡанды) — река в России, протекает в Кигинском и Белокатайском районах Республики Башкортостан. Устье реки находится в 32 км по правому берегу реки Ик (приток Киги), в черте села Алагузово. Длина реки составляет 14 км.

## Притоки
- Майгаза — 2,9 км по правому берегу
- Емазы — 5,7 км по правому берегу
- Билимбат

## Данные водного реестра
По данным государственного водного реестра России относится к Камскому бассейновому округу, водохозяйственный участок реки — Ай от истока и до устья, речной подбассейн реки — Белая. Речной бассейн реки — Кама.
Код объекта в государственном водном реестре — 10010201012111100022327.